# Jagdschloss Haideburg

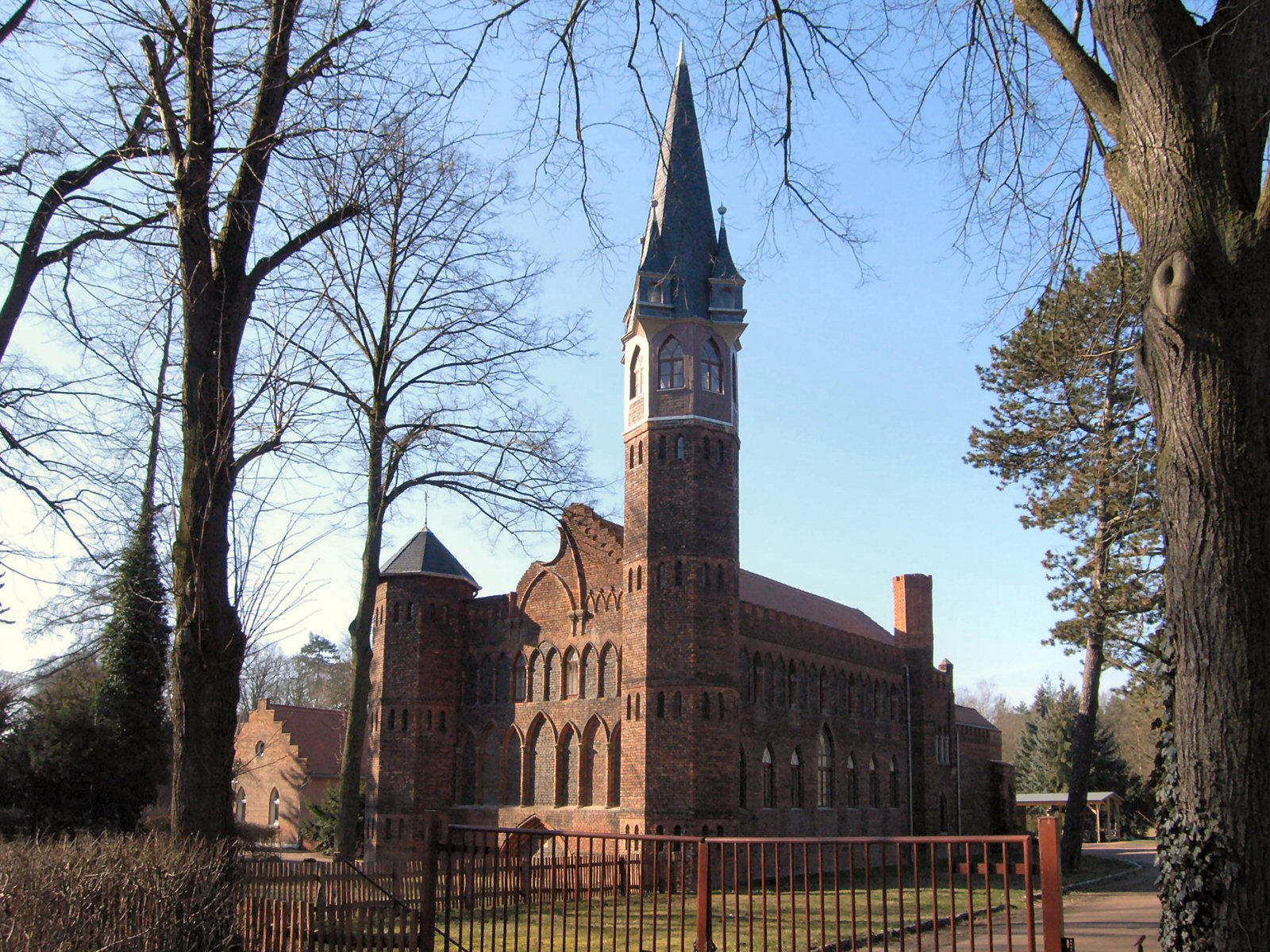
Jagdschloss Haideburg (Heidebrückenweg 28), Ostansicht

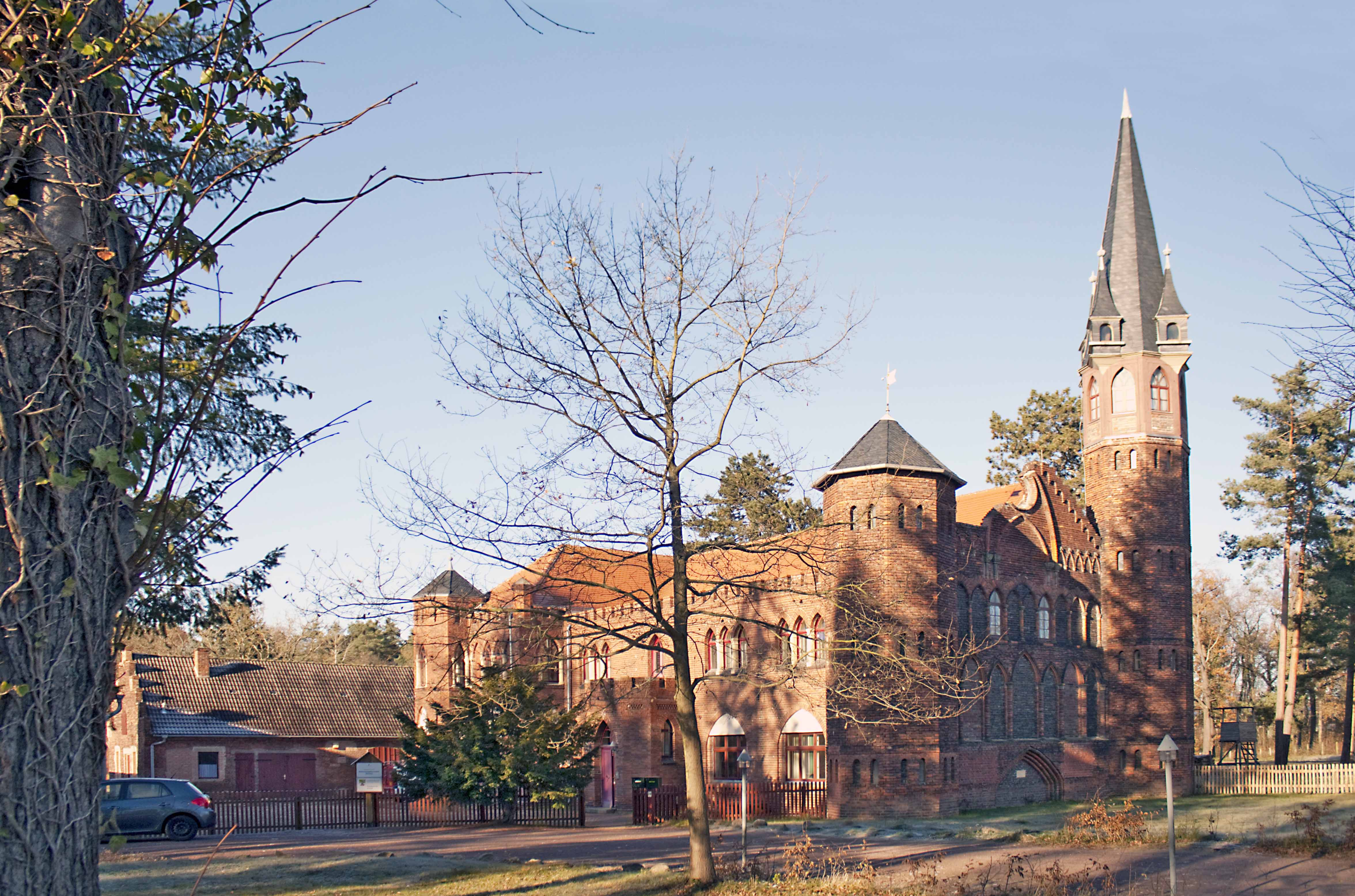
Gesamtansicht von Südosten (2013)

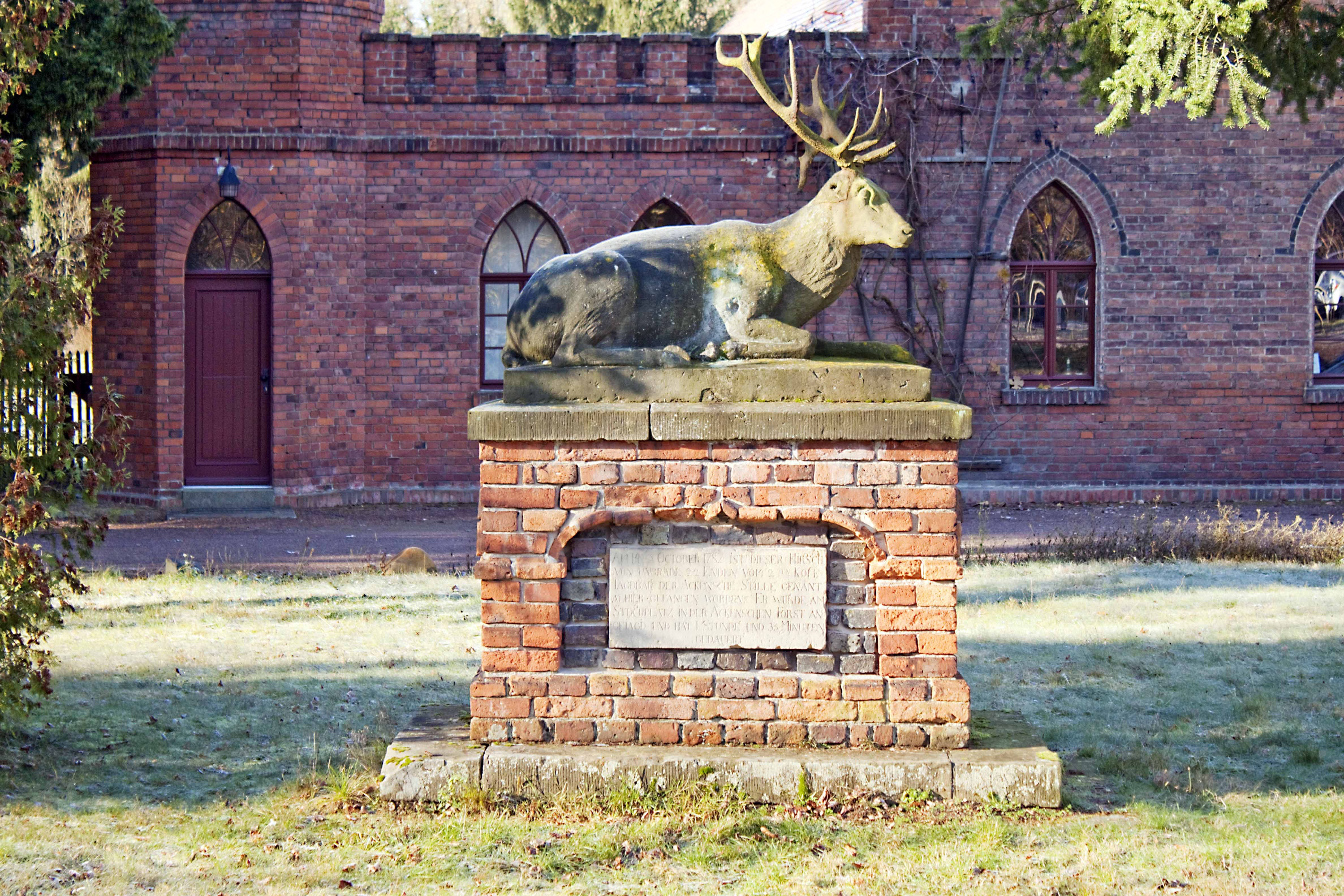
Hirschdenkmal mit Widmungsplatte von 1787

Das Jagdschloss Haideburg befindet sich in der Mosigkauer Heide in Dessau-Roßlau (Sachsen-Anhalt). Es steht unter Denkmalschutz. Seit dem Jahr 2000 gehört es zum UNESCO-Welterbe des Dessau-Wörlitzer Gartenreichs.

## Geschichte
Das Jagdschloss wurde 1782 bis 1783 errichtet. Fürst Leopold III. Friedrich Franz von Anhalt-Dessau beauftragte den Baumeister Friedrich Wilhelm von Erdmannsdorff mit dem Bau als Jagdschloss und Oberförsterei. Es soll dem preußischen Krönungsschloss in Königsberg in kleinerer Form nachgestellt worden sein.
1903 wurden ein Erweiterungsbau und mehrere Nebengebäude ergänzt.

## Architektur
Der zweigeschossige Backsteinbau in neogotischen Formen hat einen rechteckigen Grundriss, der auf der Ostseite durch zwei oktogonale Ecktürme begrenzt wird. Zwischen diesen befindet sich ein Ruinengiebel mit spitzbogigen Blendbögen, Spitzbogenfenster und Halbsäulen. Der fünfgeschossige Nordostturm besitzt ein Spitzdach mit vier Dachtürmchen (Wichhäuschen). Das Gebäude trägt ein nach Süden abgewalmtes Satteldach mit Biberschwanzdeckung. Die Attika ist im Süden mit Zinnen dekoriert und der Haupteingang ist kastellartig als Turm angedeutet. Erweiterungsbau und Nebengebäude im Stil des Historismus sind mit dem Schloss in einem langgestreckten rechteckigen Hof gruppiert. Das Gebäude wurde aufwendig saniert.

## Heutige Nutzung
Heute wird das Gebäude vom Betreuungsforstamt genutzt. Eine Besichtigung ist nur im Rahmen eines Tages der offenen Tür möglich.